# Paul Fitzgerald
Pour les articles homonymes, voir Fitzgerald.
Paul Fitzgerald est un acteur américain né le 14 octobre 1970 à New York.

## Biographie
Né à New York et a grandi à Lynchburg, en Virginie, Paul est diplômé de l'Université Northwestern en 1993 et a passé son master à Université d'art dramatique de San Diego. Lui et son partenaire de production, Kelly Miller, ont monté leur entreprise, Pulled Pictures, en 2004, pour produire et écrire son premier long métrage, Forgiven, dans lequel il a également joué. Le film a été tourné à Wilmington, en Caroline du Nord en 2004 et a été primé dans la catégorie dramatique du Festival de Sundance en 2006. Il partage son temps entre le théâtre à Broadway, la musique rock, son travail à la télévision et le cinéma. Il vit actuellement à New York.

## Filmographie

### Réalisateur
- 2006 : Forgiven

### Acteur

#### Cinéma
- 2004 : Crazy Like a Fox : Will Sherman
- 2006 : Forgiven : Peter Miles
- 2010 : Helena from the Wedding : Nick
- 2011 : Jackie Goldberg Private Dick : plusieurs rôles
- 2012 : Arbitrage : Paul Barnes
- 2013 : La Vie rêvée de Walter Mitty : Don Proctor

#### Télévision
- 1997 : Pensacola : Lieutenant Hoenicker (1 épisode)
- 1999 : Wasteland : l'idiot au bar (1 épisode)
- 2000 : M.Y.O.B. : Mitch Levitt (4 épisodes)
- 2000 : Opposite Sex : Beau Blodovogel (6 épisodes)
- 2000 : Will et Grace : Paul (1 épisode)
- 2001 : The Practice : Bobby Donnell et Associés : Maître Powell (1 épisode)
- 2002 : À la Maison-Blanche : Casey Reed (1 épisode)
- 2002 : Roswell : Paul (1 épisode)
- 2003 : New York, unité spéciale : Ryan Chambers (saison 4, épisode 16)
- 2005 : New York, police judiciaire : Ron Drexler (saison 15, épisode 20)
- 2005 : Les Experts : Miami : Dan Winslet (2 épisode)
- 2006 : The Bedford Diaries : Professeur Sean Dixon (3 épisodes)
- 2006 : New York, section criminelle : Ted Copeland (saison 6, épisode 5)
- 2006 - 2009 : Haine et Passion : Dr Colin McCabe (10 épisodes)
- 2007 : Six Degrees : Andrew (1 épisode)
- 2007 : Big Shots : Phil Fryman (1 épisode)
- 2008 : Nip/Tuck : Gary Gold (1 épisode)
- 2008 : John Adams : Richard Henry Lee (1 épisode)
- 2008 : Médium : Graham Stacey (2 épisodes)
- 2008 : FBI : Portés disparus : Alan Reynolds (1 épisode)
- 2008 : Eleventh Hour : Lucas Nash (1 épisode)
- 2008 : Fringe : Ryan Eastwick (1 épisode)
- 2009 : Cupid : Lance Stillwell (1 épisode)
- 2009 : Mentalist : Elliot Batson (1 épisode)
- 2010 : Miami Medical : Bill Evans (1 épisode)
- 2011 : Royal Pains : le père de Natalie (1 épisode)
- 2011 : Lights Out (1 épisode)
- 2011 : The Good Wife : Robert Mulvey (1 épisode)
- 2011 : Blue Bloods : Anthony Deleon (2 épisodes)
- 2011 - 2012 : Treme : Paul Keyes (8 épisodes)
- 2012 : Unforgettable : Clancy Watts (1 épisode)
- 2013 : New York, unité spéciale : Charles Murphy (saison 14, épisode 12)
- 2013 : Golden Boy : Nathan Drexler (1 épisode)
- 2013 : The Americans : Richard Patterson (2 épisodes)
- 2013 : Elementary : Burt Jeffries (1 épisode)
- 2015 : Younger : David Taylor (rôle récurrent)
- 2018 : New York, unité spéciale : Jason Karr (saison 19, épisode 3)
- 2019 : Dare Me : Bert Cassidy (rôle récurrent)